# Ciudad Real Central
Ciudad Real Central – stacja kolejowa w Ciudad Real, we wspólnocie autonomicznej Kastylia-La Mancha, w prowincji Ciudad Real, w Hiszpanii. Dworzec obsługuje pociągi dużej prędkości AVE. W budowie jest stacja kolejowa Ciudad Real Aeropuerto, która ma zostać oddana do użytku w 2009. Znajdują się tu 3 perony.
Stacja została zbudowana w 1991 jako część pierwszej linii hiszpańskiej kolei dużej prędkości (AVE) między Madrytem i Sewillą.
Dziś jest ważnym elementem komunikacji kolei dużych prędkości, pociągów długodystansowych, średniodystansowych i regionalnych. Obsługuje połączenia do Alicante, Barcelony, Badajoz, Malagi i innych miejscowości na południu kraju.
W dniu 15 sierpnia 2001 ETA zdetonowała dwie bomby w pobliżu dworca Ciudad Real Central, dokonując uszkodzeń i deformacji szyn.

## Połączenia
- Alcázar de San Juan
- Algeciras
- Alicante
- Badajoz
- Barcelona Sants
- Grenada
- Kadyks
- Madryt Atocha
- Madryt Chamartín
- Malaga
- Puertollano
- Sevilla Santa Justa
- Walencja